# 聖闘士星矢 Golden Age
『聖闘士星矢 Golden Age』（セイントセイヤ ゴールデンエイジ）は、車田正美の漫画作品『聖闘士星矢』を原作としたオリジナル小説。著者は岡田芽武。
オリジナル小説『聖闘士星矢 ゴールデンエイジ』
文 - 岡田芽武 / 挿絵 - 岡田芽武・高河ゆん・久織ちまき / 漫画 - 手代木史織
『チャンピオンRED』2016年8月号別冊付録
「黄金の種族」であるエクスやマーキナー、その女神「アストライアー」との戦いを描いた外伝小説。時系列は、ポセイドン編とハーデス編の間に位置する。また、聖闘士の存在が明らかになり、社会にどのような変化をもたらしたことが語られる。

## 登場人物
アストライヤー

エクス

マーキナー